# La piccola Fadette
La piccola Fadette (titolo originale La petite Fadette) è un romanzo di George Sand del 1849, ambientato nella Francia rurale ottocentesca. Racconta di due fratelli gemelli, Landry e Sylvinet, e della piccola Fadette, il cui vero nome è Fanchon Fadet, un'emarginata, dai comportamenti molto liberi ed anticonformisti, ritenuta - come sua nonna - una piccola strega anche per via del suo nome (fadet in francese vuol dire fata, folletto) ma di grande intelligenza e profondità superiore alla sua età di adolescente.
La storia si incentra sull'amore tra Landry e Fanchon e sulla relazione tra i due gemelli, offrendo uno spaccato realistico sulla visione della gemellarità nel XIX secolo.

## Trama

### La nascita dei gemelli
Al villaggio giunge la notizia della nascita di due gemelli, Landry e Sylvinet Barbeau, che sconvolge i genitori: le credenze popolari, infatti, definiscono impossibile allevare bene due gemelli, perché uno cresce più delicato dell'altro, si ammala facilmente e muore giovane. Comare Sagette consiglia a mamma e papà Barbeau di non vestire i figli allo stesso modo e di non affidarli alla medesima balia, perché se i bambini crescessero con gli stessi gusti e idee infatti, non riuscirebbero mai più a vivere uno lontano dall'altro e sarebbero infelici. Per motivi economici, i due nuovi genitori sono costretti a rifiutare il consiglio. 

### I gemelli si separano
Giunge per i due il momento di separarsi: per provvedere ai bisogni della famiglia, il padre decide di mandare uno dei gemelli come garzone nella tenuta di compare Caillaud, alla Priche. Landry si propone per l'incarico. Alla Priche Landry stringe amicizia con i figli del proprietario e in particolare con la nipote Madelon, una bella fanciulla bionda. Le nuove abitudini e conoscenze lo distraggono dal pensiero di casa e del fratello lontano. Tuttavia, ogni fine settimana Landry fa ritorno alla “Gemellara” (la casa dei Barbeau) impaziente di incontrare il fratello.

### La gelosia di Sylvinet e l'incontro con Fadette
Sylvinet avverte fortemente la mancanza del gemello, di cui è molto geloso. Una domenica, per non incontrarlo, esce di casa senza dire niente a nessuno. Landry, preoccupato, lo cerca invano lungo il fiume, guidato da un sogno premonitore della madre. Quando ha ormai perso le speranze, incontra la piccola Fadette, una ragazzina di quattordici anni (uno meno dei gemelli) di nome Françoise, nipote di comare Fadet, una vecchia molto povera e avara, considerata un po' strega, sia per il cognome sia perché usa le sue conoscenze riguardo erbe e bevande per guarire uomini o animali malati. Fanchon è detta “grillo”, perché brutta, agile e scura di occhi e carnagione, e Jeanet, il fratellino, è detto “cavalletta”, perché zoppo e costretto a camminare con la stampella. I fratellini non sono ben visti per via delle superstizioni nei confronti della nonna e del loro comportamento da monellacci. La ragazzina aiuta Landry a ritrovare il fratello, strappandogli la promessa di una ricompensa. Seguendo le indicazioni della Fadette, Landry trova Sylvinet lungo l'argine, pericolosamente vicino al fiume in tempesta.

### La festa di Saint Andoche
Tre mesi dopo, in occasione della vigilia della festa di Saint Andoche, Landry, tornando alla Gemellara di notte, nell'attraversare il fiume, viene confuso e terrorizzato da un feu follet, un fuoco fatuo, rischiando di annegare. Ancora una volta viene salvato dall'intervento di Fanchon. Landry la ringrazia e, per sdebitarsi, esorta la ragazza a chiedergli la ricompensa di cui è ancora debitore. La Fadette gli fa promettere di danzare con lei e con nessun'altra per sette volte durante i festeggiamenti dell'indomani. Il giorno della festa, Landry tiene fede alla promessa fatta, suscitando lo scherno degli amici e dei viandanti (per via degli abiti fuori moda della Fadette) e l'ira di Madelon. Tra i due, infatti, era nata una tenera amicizia e molti speravano in un loro fidanzamento. La Fadette viene presa di mira dai monelli, che la umiliano davanti a tutto il paese. Questa volta è Landry a intervenire in suo aiuto. La Fadette, allora, scioglie Landry dalla promessa e torna a casa col suo fratellino Jeanet.

### Nasce l'amicizia
Quella stessa notte, nel tragitto verso la Priche, Landry trova Fanchon in lacrime, nascosta nella vecchia cava. Landry si ferma per consolarla e si intrattiene con lei, dandole dei consigli su come comportarsi per farsi stimare dalla gente: mostrarsi dolce e gentile, evitare i modi da maschiaccio, curarsi di più della sua persona. Fanchon lamenta, invece, la cattiveria e la superficialità dei ricchi che non sanno guardare oltre la sua bruttezza o i suoi abiti logori. I ragazzi si promettono reciproca amicizia, profondamente colpiti dalla conversazione avuta. Landry, stregato dalla dolcezza e dalla profondità dei ragionamenti della Fadette, le chiede di cantare per lui. Tornando alla Priche, come in trance, riferisce a Madelon di aver incontrato una fata.

### Il cambiamento di Fanchon
Per un'intera settimana Landry non incontra la piccola Fadette. La domenica il ragazzo non crede ai suoi occhi: Fanchon è vestita con i soliti vestiti, ma ha lavato, stirato e ricucito alla moda ogni cosa, apparendo molto più graziosa. Il pomeriggio Landry corre a cercarla e le confessa di volerle bene. Da quel giorno in poi i due si incontrano quasi ogni giorno, mentre la stima e l'affetto reciproco crescono e si consolidano.

### Svelato il segreto, Fadette parte
Passato un anno, Sylvinet scopre per caso il segreto di Landry. Ne risulta tanto addolorato da ammalarsi. Pur tenendo per sé quanto scoperto, viene assalito nuovamente dalla gelosia per il fratello gemello, che non aveva più da anni. Tuttavia, la notizia dell'affetto tra Landry e Fanchon giunge presto alla Gemellara: i due ragazzi sono sorpresi da Madelon e dal suo nuovo fidanzato, il cugino Caillaud, alla Torre di Jacot, una vecchia colombaia adibita a magazzino. Madelon, per vendetta, sparge in giro la voce di quest'incontro. Tutto il borgo viene a sapere del legame tra il gemello e la nipote di comare Fadet, compresi i Barbeau, che si mostrano prevenuti nei confronti della ragazza, come il resto del villaggio. La Fadette, allora, decide di allontanarsi dal paese e di andare in città a lavorare, per farsi una piccola dote e per conquistarsi una nuova reputazione. Il giorno della partenza la Fadette racconta a Landry l'ultima favola: la storia di un grillo. Il giovane Caillaud, resosi conto della cattiveria di Madelon, lascia la ragazza e, conosciuta Nanette, una sorella minore dei gemelli, se ne innamora.

### La malattia di Sylvinet e la partenza di Landry
Sylvinet riprende a indebolirsi ed avere frequenti attacchi di febbre. Poiché nessuno dei medici è in grado di guarirlo, i Barbeau lo fanno visitare da comare Baigneux, considerata quasi una maga. Anche lei fallisce, ma avverte i genitori che l'unico rimedio per il malessere del ragazzo è quello di farlo sposare, poiché Sylvinet ha bisogno di riversare tutto il suo affetto su una donna che amerà per tutta la vita e solo allora sarà guarito. A nulla valgono, però, gli sforzi dei familiari per far conoscere a Sylvinet le brave ragazze del paese. Compare Caillaud propone di provare ad allontanare i due gemelli e manda Landry a lavorare nella sua proprietà di Arton.

### La morte di comare Fadet e il ritorno di Fanchon
Dopo circa un anno dalla partenza di Fanchon, muore comare Fadet, così la ragazza ritorna in paese e viene a conoscenza dell'eredità lasciatele dalla nonna.
Quello stesso giorno si reca alla Gemellara, per chiedere consiglio a papà Barbeau su come utilizzare l'ingente somma lasciatele dalla nonna. Il vecchio rimane stupito nel constatare che la ragazza possiede molto più di quanto possiedono i Barbeau in migliaia di scudi d'oro e d'argento. 
Il giorno dopo papà Barbeau si reca in città a raccogliere informazioni sulla ragazza e quello che gli viene riferito è molto soddisfacente: in città Fanchon, viene molto apprezzata per le sue qualità e il suo buon cuore; anche la famiglia di Landry, quindi, si mostra favorevole al matrimonio tra i due ragazzi, di cui Sylvinet è ancora all'oscuro. All'interno della famiglia, inoltre, si gioisce per un altro matrimonio: quello imminente tra Nanette e il giovane Caillaud.

### Fadette guarisce Sylvinet
Poiché Sylvinet si era nuovamente ammalato, viene chiamata alla Gemellara la piccola Fadette, per cercare di guarirlo. Per diversi giorni Fanchon gli siede accanto, gli parla a bassa voce, canta per lui, senza che Sylvinet si accorga di niente. Durante uno di questi incontri, un improvviso rumore fa svegliare Sylvinet, che chiede spiegazioni alla madre. Il ragazzo viene allora informato delle visite di Fanchon, dell'inchiesta fatta in città riguardo alla ragazza e del possibile matrimonio tra lei e Landry. Per la prima volta Sylvinet sembra capire e convincersi a dimenticare la sua ingiusta antipatia per il grelet. 
La ragazza, nel frattempo, decide di investire parte dell'eredità facendo curare la gamba del fratellino Janet. Quando Sylvinet si ammala ancora una volta, più di spirito che fisicamente, Fanchon per la prima volta gli parla in modo duro, accusandolo e rimproverandolo per i suoi errori e per il suo egoismo. Il ragazzo ne risulta profondamente umiliato, ma consapevole della correttezza dei rimproveri che gli sono rivolti. Finalmente guarito, chiede perdono alla Fadette di averla trattata ingiustamente.

### Il matrimonio
Non essendoci più ostacoli al matrimonio, lo stesso Sylvinet si reca ad Arton per dare la buona notizia al fratello. La cerimonia celebra contemporaneamente l'unione tra Landry e Fanchon e tra Nanette e il giovane Caillaud.

### La partenza di Sylvinet
Dopo circa un mese dal matrimonio di Landry, Sylvinet comunica alla famiglia di voler fare carriera militare, destando lo stupore di tutti. L'unica che sembra sapere il motivo di tale decisione è proprio la Fadette, ma la madre ne indovina la causa. Come aveva previsto comare Baigneux, infatti, il ragazzo per guarire doveva affezionarsi ad una donna che avrebbe amato per tutta la vita. Sylvinet ha trovato quella donna, ma non può sposarla, così decide di viverle lontano per dimenticarla. Questa donna è la piccola Fadette.

## Storia di un grillo
Si tratta dell'ultima favola che la Fadette racconta a Landry prima di partire. Rappresenta una metafora della storia di Fanchon e del suo cambiamento.
C'era una volta, in un campo di grano, un grillo nero e molto brutto. Gli altri grilli, le cicale e le farfalle si burlavano di lui. Era estate e giunse il giorno della festa che si sarebbe tenuta in onore della luna piena. Le libellule avrebbero danzato per lei, le lucciole avrebbero illuminato il prato e i grilli avrebbero organizzato un grande concerto. Il piccolo grillo solitario era malinconico poiché nessuno avrebbe mai permesso che partecipasse alla festa. Venne la sera. La luna, maestosa, raggiunse il suo posto alzandosi da dietro la cima di un colle.
La festa era al culmine, mentre il povero grillo, da un angolo del campo, si struggeva di malinconia e sognava di poter raggiungere la luna per cantarle una bella serenata. Nel frattempo, tra le attrattive della festa, i grilli, le libellule e tutti gli altri si dimenticarono della luna. Questa attese pazientemente per un po', poi, sdegnata, si fece coprire da una nuvola di passaggio. Gli invitati, delusi dall'improvviso squallore del campo, se ne andarono ad uno ad uno. 
Il brutto grillo, invece, raggiunse i piedi di un colle e cominciò a salire verso la cima. La luna se ne accorse e, incuriosita, mandò il vento a domandargli dove stesse andando. Il grillo rivelò al vento di voler raggiungere la luna per cantarle una serenata e farle sentire che non tutti l'avevano dimenticata. Il vento, allora, cercò di dissuaderlo: per lui raggiungere la luna era impossibile! Ma niente è impossibile per chi ama e il grillo, che si era innamorato della luce della luna, continuò a camminare e camminare, senza riposo, sorridendo alla luce lontana. 
Landry attese un istante e chiese:
- E poi?
- La storia termina qui, Landry. Nessuno sa come è finita questa favola. Ma niente è impossibile a chi ama: sono parole del brutto grillo nero.
- Ma...
- Ma il povero grillo sono io, Landry, e tu sei la mia luce e l'unico scopo della mia vita. [...] Ascolta, dobbiamo dirci addio. [...] Non si può raggiungere nulla di buono e di bello, nulla che valga la pena di essere conquistato, senza sacrificio. [...] Chiamami grillo, Landry. Sono ancora il brutto grilletto nero, per te.»

## Personaggi
I personaggi del romanzo sono presentati per gruppi familiari: la famiglia Barbeau, la famiglia Caillaud e la famiglia Fadet.
- La famiglia Barbeau è composta da sette persone: papà e mamma Barbeau, Landry, Sylvinet, Nanette, Martin e un'altra sorella già sposata. È una famiglia molto rispettata all'interno del villaggio e papà Barbeau è considerato l'uomo più onesto e fidato del paese. I gemelli fin da piccoli, sono considerati una novità, per cui si trovano sempre al centro dell'attenzione e delle domande dei curiosi.
- La famiglia Caillaud è composta dai proprietari della tenuta della Priche: compare Caillaud con i suoi figli e nipoti. Funzionali allo svolgimento del romanzo sono Madelon, la nipote, e il giovane Caillaud, che sposerà Nanette.
- La famiglia Fadet è composta da comare Fadet, considerata una strega, per via delle sue conoscenze riguardo alle erbe e agli intrugli, e dai suoi due nipoti: Fanchon e Jeanet. La vecchia Fadet, dietro lauto compenso, cura uomini o animali malati con erbe e bevande. Nonostante i lauti guadagni fa una vita di stenti, e alla sua morte lascia in eredità alla nipote un piccolo tesoro. Fanchon, della Fadette, viene chiamata “grillo”, perché scura di pelle e brutta, e Jeanet “cavalletta”, perché zoppo e storpio fin dalla nascita, costretto a reggersi a una stampella. I fratellini non sono ben visti dai genitori del paese che, per antipatia verso la nonna, proibiscono ai figli di giocare con loro. Questi, pur essendo malvestiti, sudici, pettegoli, curiosi e burloni, non sono, però, cattivi e inventano sempre nuovi giochi divertenti e raccontano bellissime favole. I due sono stati abbandonati dalla madre quando erano ancora piccoli ed ora è Fanchon a prendersi cura della nonna e del fratellino. Tutta la famiglia è vittima della superstizione della gente e la piccola Fadette dovrà fare i conti con i pregiudizi e le superstizioni per potersi rifare una reputazione e poter essere accettata dalla famiglia Barbeau e dal villaggio intero.

## Fadette
Nella figura della piccola Fadette si trovano numerosi echi dell'infanzia della Sand:
- entrambe passano gran parte della loro vita nel Berry, la Sand, in particolare, a Nohant.
- la Fadette rispecchia la Sand, ragazzina mora ed estroversa, con un carattere indipendente ed anticonformista, di temperamento quasi mascolino.
- anche la Sand, rimasta orfana di padre a soli quattro anni, dopo la partenza della madre, viene allevata dalla nonna malata, di cui si prende cura; la nonna della Sand, come comare Fadet, alla sua morte, lascerà un'eredità alla nipote.
- la Fadette si innamora di Landry; i due dovranno superare degli ostacoli per far accettare il loro amore all'interno della famiglia Barbeau e dell'intero villaggio. Allo stesso modo la Sand, nel corso della sua vita, dovrà scontrarsi con le convenzioni mondane e i pregiudizi sociali, a causa dei suoi legami non matrimoniali con Alfred de Musset e Frédéric Chopin.
- entrambe sono animate da una fortissima fede religiosa. La Sand, durante il periodo di permanenza al collegio parigino delle suore agostiniane inglesi, attraversò un periodo di crisi mistica e desiderò per un certo tempo di farsi religiosa.

## Il diverso
Servendosi della figura della piccola Fadette, George Sand porta avanti una riflessione sulla diversità e l'originalità. Fanchon è l'opposto di ciò che viene considerato “normale” e “tradizionale” per una ragazza: non è né dolce, né carina, né gentile, né femminile e, per questo, non viene accettata dai paesani. Intorno a lei nascono pregiudizi dettati dalla paura del diverso, dell'ignoto. Come comare Fadet, anche Fanchon è detentrice di un sapere esoterico che la rende inquietante agli occhi del villaggio. 
I paesani non riescono a scorgere la bontà che si cela nel “diverso” (la Fadette), come non si rendono conto della negatività di ciò che viene considerato “tradizionale”: Madelon, infatti, pur godendo di un'ottima reputazione all'interno del villaggio, perché carina, femminile, ben vestita, benestante, si rivela cattiva, superba e superficiale.

## I personaggi maschili
I personaggi maschili, all'interno del romanzo, sono i meno ricchi. Le figure di Papà Barbeau e del piccolo Jeanet non vengono approfondite psicologicamente. Il futuro sposo di Annette, il giovane Caillaud, viene nominato solo per cognome e non viene specificato di quale figlio di compare Caillaud si tratti. Persino Landry, pur essendo una figura di primo piano e positiva all'interno del romanzo, onesta e coraggiosa, in grado di andare oltre le apparenze, risulta relativamente semplice. 
L'unico personaggio maschile più complesso e romanzesco è Sylvinet, di cui si analizza in profondità la gelosia nel rapporto con il fratello, la difficoltà di divenire adulto (palese nell'attaccamento morboso ai ricordi e ai giochi d'infanzia che rievocano il rapporto esclusivo con il fratello, perduto con l'età adulta) e l'amore verso la cognata che lo spinge ad intraprendere la carriera militare.

## Superstizioni e credenze popolari
Il romanzo è pieno di credenze legate alla cultura popolare, che immergono il lettore in un mondo in cui la fantasia e la magia prevalgono sul razionale, un mondo popolato da streghe, fate e folletti, in cui ai sogni e alle previsioni viene data importanza vitale. Soltanto Fanchon, a cui vengono attribuiti poteri magici, sarà in grado di ristabilire il valore della fede autentica, della religione e della razionalità. 
Per gli abitanti del villaggio il mondo è popolato da:
- Fadet: creature magiche, folletti che, benché non cattivi, si divertono a combinare scherzi alla gente. Il cognome è uno dei motivi per cui la famiglia Fadet è tacciata di stregoneria;
- Fades: fate; ne esistono sia di cattive sia di buone.
- Fuochi fatui: fuochi che a volte, la notte, si sprigionano dalla terra. Sono creduti spiriti malvagi in grado di ingannare le persone inseguendole, facendole smarrire e impazzire di paura. La Fadette aiuta Landry ad attraversare il fiume in occasione del suo incontro con un fuoco fatuo (feu follet) e gli spiega che in realtà si tratta di fiammelle fredde e fosforescenti che non bruciano, ma che non hanno nulla di magico o soprannaturale: si sprigionano la notte dalla terra grassa o bagnata ed è il vento a farli danzare (tuttavia, passandogli vicino, la ragazza canta un ritornello di scongiuro per allontanarlo...).

Un'altra superstizione della gente è quella legata alla nascita dei gemelli. Secondo la Sagette di due gemelli allevati con gli stessi gusti e idee, uno cresce più debole e muore giovane, perché se allevati in egual modo e a stretto contatto, i due non potranno mai più vivere separati.
In quanto a comare Fadet, la superstizione porta a credere che sia una vecchia strega, quasi una parente del diavolo, in grado non solo di curare grazie alle sue erbe, ma anche di indovinare i pensieri della gente e ritrovare le cose o le persone smarrite.
Si tenga, però, presente che, all'interno del romanzo, le previsioni, pur dettate dalle credenze comuni, si rivelano tutte esatte: la malattia di Sylvinet, prevista da comare Sagette, e la sua guarigione, prevista da comare Baigneux.

## L'importanza dei sogni
Grande importanza viene attribuita ai sogni, delle premonizioni, che, al pari delle previsioni, si rivelano sempre corrette.
- La notte prima di partire, Landry sogna una fiammella immersa tra i papaveri, che si trasforma in una figura di donna. La stessa situazione si verifica la sera della fuga di Sylvinet, con la Fadette con dei papaveri tra le braccia;
- Il giorno della fuga, mamma Barbeau sogna Sylvinet seduto sull'argine del fiume, con l'acqua minacciosa sotto i piedi. Più tardi Landry troverà suo fratello gemello nella stessa situazione;
- La notte prima della festa di Saint Andoche, dopo l'incontro con il fuoco fatuo, Landry sogna di essere inseguito da un fuoco folletto, che poi si trasforma in un grillo enorme. Il ragazzo cerca di scacciare il grillo, ma questo si trasforma in una figura di donna: la piccola Fadette. Landry rimane stupito dalla sua bellezza e la ragazza gli rivela di non essere cambiata, di essere sempre rimasta uguale: è Landry a guardarla davvero per la prima volta. Questo sogno si riflette poi nel cambiamento improvviso di Fanchon.

## I paesaggi
All'interno del romanzo, l'aspetto spaziale diviene metafora dell'identità femminile. Contro il non-luogo che l'universo maschile assegna alle donne, la ricerca di uno spazio tutto per sé diviene una costante della letteratura femminile di quel periodo. Ne La piccola Fadette, viene data grande importanza alla descrizione degli esterni legati alla ragazza, mentre gli interni non vengono mai descritti. La casa di Fanchon, ad esempio, viene sempre osservata dal di fuori, poiché all'interno non vi sono spazi che possa sentire realmente suoi. La Fadette, delusa dal genere umano, nella sua condizione di esilio e marginalità, riesce a trovare il solo conforto della natura, con cui vive un'unità indissolubile.
Il luogo che assume un'identità spaziale precisa è il rifugio, inteso come luogo spiritualmente intenso, quasi elevato a simbolo di una possibile interrelazione tra la sfera umana e quella divina. Rifugio può essere qualsiasi spazio (i ripari tra i boschi, la vecchia cava, i prati, i cantucci ed i sentieri), dato che la mancanza di legami affettivi genera l'interscambiabilità dei luoghi e conduce al vagabondaggio della protagonista. L'orizzontalità dei luoghi descritti nel romanzo, in un progressivo allargamento (la Gemellara, la Priche, la città, Arton, la partenza di Sylvinet verso luoghi sconosciuti), si accompagna ad un movimento di ascesa ed espansione fino all'esplosione del lieto fine. 
La descrizione dei luoghi, effettuata con perizia dalla Sand, assecondando la sua naturale inclinazione per la pittura, ripropone una connotazione positiva del luogo aperto, come tramite per l'immaginazione e mezzo di partecipazione alla piena armonia dell'universo.

## Edizioni
Il romanzo vanta svariate edizioni, dedicate perlopiù alla letteratura giovanile.
- George Sand, La piccola Fadette, traduzione di Grazia Tadolini, Edizioni Giuseppe Malipiero - Bologna, 1954.
- George Sand, La piccola Fadette / di Giorgio Sand, Sonzogno, Milano, 1883
- George Sand, La piccola Fadette, Biblioteca della Signorina, L.Cappelli Editore – Bologna, 1922
- George Sand, La piccola Fadette, B.U.R., 1953
- George Sand, La piccola Fadette, traduzione di Nanda Colombo, Rizzoli – Milano, 1953
- George Sand, La piccola Fadette, Panini Franco Cosimo, 1992
- George Sand, La piccola Fadette, traduzione di Vittoria Ronchery, Giunti Editore - Firenze, 1995
- George Sand, Petite Fadette. Con Audiolibro. CD Audio, a cura di L. Bonato, Cideb, 2001

## Adattamenti cinematografici
Dal romanzo originale sono state tratte due diverse versioni di film per la televisione, uscite in Francia rispettivamente nel 1979 e nel 2004:
- La petite Fadette, regia di Lazare Iglesis (1979), adattato da Alain Quercy; interpreti principali: Françoise Dorner nel ruolo di Fadette, Patrick Raynal, nel ruolo di Landry e Jean-Michel Dupuis, nel ruolo di Sylvinet.[1]
- La petite Fadette, regia di Michaëla Watteaux (2004), adattato da Gabrielle Borile; interpreti principali: Mélanie Bernier nel ruolo di Fadette, Jérémie Renier, nel ruolo di Landry e Maximilien Muller, nel ruolo di Sylvinet.[2]